# Захожье (Тверская область)
Захожье  — деревня в Торжокском районе Тверской области. Входит в состав Грузинского сельского поселения.

## География
Находится в центральной части Тверской области на расстоянии приблизительно 18 км на юг по прямой от районного центра города Торжок.

## История
Деревня была отмечена еще на карте 1825 года. В 1859 году здесь (деревня Новоторжского уезда Тверской губернии) было учтено 37 дворов, в 1941 — 86. В советское время работали колхозы «Светлый путь» и «Победа». До 2017 года входила в состав Пироговского сельского поселения.

## Население
Численность населения: 252 человека (1859 год), 72 (русские 95 %) в 2002 году, 73 в 2010.